# Ferrières (Pireneje Wysokie)
Ferrières (wym. [fɛrjɛɾə]) – miejscowość i gmina we Francji, w regionie Oksytania, w departamencie Pireneje Wysokie.
Według danych na rok 1990 gminę zamieszkiwało 112 osób, a gęstość zaludnienia wynosiła 7 osób/km² (wśród 3020 gmin regionu Midi-Pireneje Ferrières plasuje się na 951. miejscu pod względem liczby ludności, natomiast pod względem powierzchni na miejscu 721.).